# Conseil exécutif de Corse
Pour les articles homonymes, voir Exécutif.
Le conseil exécutif de Corse est l'organe exécutif de la collectivité de Corse.
Composé de onze conseillers exécutifs dont un président, le conseil exécutif est élu par l'assemblée de Corse et responsable devant elle.

## Composition et élection
Le conseil exécutif est composé de onze conseillers exécutifs dont un président élus au scrutin de liste majoritaire par l'assemblée de Corse parmi ses membres après chaque élection territoriale,. Il n’étaient que neuf conseillers avant la réforme de 2015.
L'élection a lieu à la majorité absolue des membres de l'assemblée aux deux premiers tours de scrutin, à la majorité relative au troisième tour. La totalité des sièges est attribuée à la liste gagnante : le président du conseil exécutif est la personne qui figure en tête de la liste gagnante.
Lorsqu'il est élu conseiller exécutif, un membre de l'assemblée de Corse doit démissionner de son mandat dans un délai d'un mois.
En cas de vacance, l'assemblée de Corse élit un remplaçant. Toutefois, si la présidence du conseil exécutif est vacante, l'assemblée doit élire un nouveau conseil exécutif en entier,.

### Président
La fonction de président du conseil exécutif est la plus haute fonction de la Collectivité de Corse. Il exerce le pouvoir exécutif, détenu dans les autres régions par le président du conseil régional.
| Président | Président      | Parti    | Dates       | Autres fonctions                                                               |
| --------- | -------------- | -------- | ----------- | ------------------------------------------------------------------------------ |
|           | Jean Baggioni  | UMP      | 1992-2004   | Député européen (1994-2009) Conseiller général de Corse (1973-1994)            |
|           | Ange Santini   | UMP      | 2004-2010   | Maire de Calvi (1995-2004 ; depuis 2010) Adjoint au maire de Calvi (2004-2010) |
|           | Paul Giacobbi  | PRG, DVG | 2010-2015   | Secrétaire de l'Assemblée nationale (2007-2017) Député français (2002-2017)    |
|           | Gilles Simeoni | FaC      | Depuis 2015 | Maire de Bastia (2014-2016) Conseiller municipal de Bastia (depuis 2008)       |

#### Serment
En décembre 2015, Gilles Simeoni, nouvellement élu président du conseil exécutif, prête serment en corse sur une édition de 1758 de la Giustificazione della rivoluzione di Corsica, comme Jean-Guy Talamoni, élu président de l'assemblée de Corse.

## Compétences
Le président du conseil exécutif est chargé de préparer et d'exécuter les délibérations de l'assemblée de Corse. Il est l'ordonnateur des dépenses et le chef des services de la collectivité territoriale de Corse. Il peut déléguer une partie de ses attributions aux conseillers exécutifs.
Chaque année, le président du conseil exécutif présente à l'assemblée de Corse un rapport sur la situation de la collectivité territoriale.

## Responsabilité
Les membres du conseil exécutif ont le droit d'accéder aux séances de l'assemblée de Corse et d'y prendre la parole.
Un tiers des membres de l'assemblée de Corse peut déposer une motion de défiance à l'encontre du conseil exécutif. La motion doit préciser les candidats aux mandats de président et de conseillers exécutifs de Corse qui exercerait ces fonctions en cas d'adoption de la motion de défiance. La motion ne peut être adoptée qu'à la majorité absolue des membres de l'assemblée : si elle est adoptée, les candidats cités dans la motion entrent immédiatement en fonction.